# 375
| 375                |
| ------------------ |
| Dødsfald - Fødsler |
|                    |

| Gregoriansk kalender | 375 CCCLXXV             |
| Ab urbe condita      | 1128                    |
| Armensk kalender     | I/T                     |
| Kinesiske kalender   | 3071 – 3072 甲戌 – 乙亥 |
| Etiopisk kalender    | 367 – 368               |
| Jødisk kalender      | 4135 – 4136             |
| Hindukalendere       |                         |
| - Vikram Samvat      | 430 – 431               |
| - Shaka Samvat       | 297 – 298               |
| - Kali Yuga          | 3476 – 3477             |
| Iransk kalender      | 247 BP – 246 BP         |
| Islamisk kalender    | 255 BH – 254 BH         |

Se også 375 (tal)

## Dødsfald
- 17. november - Valentinian 1., romersk kejser 364-375 (født 321)